# Campeonato Mundial de Hockey sobre Hielo Masculino de 2016
El LXXX Campeonato Mundial de Hockey sobre Hielo Masculino se celebró en Moscú y San Petersburgo (Rusia) entre el 6 y el 22 de mayo de 2016 bajo la organización de la Federación Internacional de Hockey sobre Hielo (IIHF) y la Federación Rusa de Hockey sobre Hielo.
Un total de 16 selecciones nacionales compitieron por el título mundial, cuyo anterior portador era el equipo de Canadá, vencedor del Mundial de 2015.
El equipo de Canadá conquistó el título mundial al derrotar en la final a la selección de Finlandia con un marcador de 0-2. En el partido por el tercer lugar el conjunto de Rusia venció al de Estados Unidos.

## Sedes
| Foto | Grupo          | Ciudad          | Instalación          | Capacidad |
| ---- | -------------- | --------------- | -------------------- | --------- |
|      | A y fase final | Moscú           | Palacio de Hielo VTB | 12 100    |
|      | B y fase final | San Petersburgo | Yubileiny            | 7300      |

## Calendario
| FG | Fase de grupos | 1/4 | Cuartos de final | 1/2 | Semifinales | F | Finales |

| Mayo de 2016           | 06 Vie | 07 Sáb | 08 Dom | 09 Lun | 10 Mar | 11 Mié | 12 Jue | 13 Vie | 14 Sáb | 15 Dom | 16 Lun | 17 Mar | 18 Mié | 19 Jue  | 20 Vie | 21 Sáb  | 22 Dom |
| ---------------------- | ------ | ------ | ------ | ------ | ------ | ------ | ------ | ------ | ------ | ------ | ------ | ------ | ------ | ------- | ------ | ------- | ------ |
| Fase (no. de partidos) | FG (4) | FG (6) | FG (6) | FG (4) | FG (4) | FG (4) | FG (4) | FG (4) | FG (6) | FG (4) | FG (4) | FG (6) | –      | 1/4 (4) | –      | 1/2 (2) | F (2)  |

## Grupos
| Grupo A         | Grupo B        |
| --------------- | -------------- |
| Rusia           | Canadá         |
| Suecia          | Finlandia      |
| República Checa | Estados Unidos |
| Suiza           | Eslovaquia     |
| Letonia         | Bielorrusia    |
| Noruega         | Francia        |
| Dinamarca       | Alemania       |
| Kazajistán      | Hungría        |

## Primera Fase
- Todos los partidos en la hora local de Moscú y San Petersburgo (UTC+3).

Los primeros cuatro de cada grupo disputan los cuartos de final en la siguiente fase.

### Grupo A
| Equipo          | J | G | EG | EP | P | GF | GC | DG  | PTS |
| --------------- | - | - | -- | -- | - | -- | -- | --- | --- |
| República Checa | 7 | 5 | 1  | 1  | 0 | 27 | 12 | +15 | 18  |
| Rusia           | 7 | 6 | 0  | 0  | 1 | 32 | 10 | +22 | 18  |
| Suecia          | 7 | 3 | 2  | 0  | 2 | 23 | 18 | +5  | 13  |
| Dinamarca       | 7 | 2 | 2  | 1  | 2 | 17 | 22 | -5  | 11  |
| Noruega         | 7 | 2 | 1  | 0  | 4 | 13 | 22 | -9  | 8   |
| Suiza           | 7 | 1 | 1  | 3  | 2 | 20 | 26 | -6  | 8   |
| Letonia         | 7 | 1 | 0  | 3  | 3 | 13 | 22 | -9  | 6   |
| Kazajistán      | 7 | 0 | 1  | 0  | 6 | 15 | 28 | -13 | 2   |

- Resultados

| Fecha | Hora  | Partido¹        | Partido¹ | Partido¹        | Resultado |
| ----- | ----- | --------------- | -------- | --------------- | --------- |
| 06.05 | 16:15 | Suecia          | -        | Letonia         | 2-1 TE    |
| 06.05 | 20:15 | República Checa | -        | Rusia           | 3-0       |
| 07.05 | 12:15 | Suiza           | -        | Kazajistán      | 2-3 TL    |
| 07.05 | 16:15 | Noruega         | -        | Dinamarca       | 0-3       |
| 07.05 | 20:15 | Letonia         | -        | República Checa | 3-4 TL    |
| 08.05 | 12:15 | Kazajistán      | -        | Rusia           | 4-6       |
| 08.05 | 16:15 | Noruega         | -        | Suiza           | 4-3 TE    |
| 08.05 | 20:15 | Suecia          | -        | Dinamarca       | 5-2       |
| 09.05 | 16:15 | Letonia         | -        | Rusia           | 0-4       |
| 09.05 | 20:15 | Suecia          | -        | República Checa | 5-2       |
| 10.05 | 16:15 | Suiza           | -        | Dinamarca       | 3-2 TE    |
| 10.05 | 20:15 | Kazajistán      | -        | Noruega         | 2-4       |
| 11.05 | 16:15 | Suiza           | -        | Letonia         | 5-4       |
| 11.05 | 20:15 | Suecia          | -        | Kazajistán      | 7-3       |
| 12.05 | 16:15 | República Checa | -        | Noruega         | 7-0       |
| 12.05 | 20:15 | Rusia           | -        | Dinamarca       | 10-1      |
| 13.05 | 16:15 | República Checa | -        | Kazajistán      | 3-1       |
| 13.05 | 20:15 | Dinamarca       | -        | Letonia         | 3-2 TL    |
| 14.05 | 12:15 | Noruega         | -        | Suecia          | 2-3       |
| 14.05 | 16:15 | Rusia           | -        | Suiza           | 5-1       |
| 14.05 | 20:15 | Kazajistán      | -        | Letonia         | 1-2       |
| 15.05 | 16:15 | Dinamarca       | -        | República Checa | 2-1 TL    |
| 15.05 | 20:15 | Suiza           | -        | Suecia          | 2-3 TL    |
| 16.05 | 16:15 | Rusia           | -        | Noruega         | 3-0       |
| 16.05 | 20:15 | Dinamarca       | -        | Kazajistán      | 4-1       |
| 17.05 | 12:15 | República Checa | -        | Suiza           | 5-4       |
| 17.05 | 16:15 | Letonia         | -        | Noruega         | 1-3       |
| 17.05 | 20:15 | Rusia           | -        | Suecia          | 4-1       |

- (¹) – Todos en Moscú.

### Grupo B
| Equipo         | J | G | EG | EP | P | GF | GC | DG  | PTS |
| -------------- | - | - | -- | -- | - | -- | -- | --- | --- |
| Finlandia      | 7 | 7 | 0  | 0  | 0 | 29 | 6  | +23 | 21  |
| Canadá         | 7 | 6 | 0  | 0  | 1 | 34 | 8  | +26 | 18  |
| Alemania       | 7 | 4 | 0  | 1  | 2 | 22 | 20 | +2  | 13  |
| Estados Unidos | 7 | 3 | 0  | 1  | 3 | 22 | 18 | +4  | 10  |
| Eslovaquia     | 7 | 2 | 1  | 0  | 4 | 15 | 23 | -8  | 8   |
| Bielorrusia    | 7 | 2 | 0  | 0  | 5 | 16 | 32 | -16 | 6   |
| Francia        | 7 | 1 | 1  | 0  | 5 | 11 | 23 | -12 | 5   |
| Hungría        | 7 | 1 | 0  | 0  | 6 | 12 | 31 | -19 | 3   |

- Resultados

| Fecha | Hora  | Partido¹       | Partido¹ | Partido¹       | Resultado |
| ----- | ----- | -------------- | -------- | -------------- | --------- |
| 06.05 | 16:15 | Estados Unidos | -        | Canadá         | 1-5       |
| 06.05 | 20:15 | Finlandia      | -        | Bielorrusia    | 6-2       |
| 07.05 | 12:15 | Eslovaquia     | -        | Hungría        | 4-1       |
| 07.05 | 16:15 | Francia        | -        | Alemania       | 3-2 TL    |
| 07.05 | 20:15 | Bielorrusia    | -        | Estados Unidos | 3-6       |
| 08.05 | 12:15 | Hungría        | -        | Canadá         | 1-7       |
| 08.05 | 16:15 | Finlandia      | -        | Alemania       | 5-1       |
| 08.05 | 20:15 | Francia        | -        | Eslovaquia     | 1-5       |
| 09.05 | 16:15 | Bielorrusia    | -        | Canadá         | 0-8       |
| 09.05 | 20:15 | Finlandia      | -        | Estados Unidos | 3-2       |
| 10.05 | 16:15 | Eslovaquia     | -        | Alemania       | 1-5       |
| 10.05 | 20:15 | Hungría        | -        | Francia        | 2-6       |
| 11.05 | 16:15 | Eslovaquia     | -        | Bielorrusia    | 2-4       |
| 11.05 | 20:15 | Finlandia      | -        | Hungría        | 3-0       |
| 12.05 | 16:15 | Estados Unidos | -        | Francia        | 4-0       |
| 12.05 | 20:15 | Canadá         | -        | Alemania       | 5-2       |
| 13.05 | 16:15 | Estados Unidos | -        | Hungría        | 5-1       |
| 13.05 | 20:15 | Alemania       | -        | Bielorrusia    | 5-2       |
| 14.05 | 12:15 | Francia        | -        | Finlandia      | 1-3       |
| 14.05 | 16:15 | Hungría        | -        | Bielorrusia    | 5-2       |
| 14.05 | 20:15 | Canadá         | -        | Eslovaquia     | 5-0       |
| 15.05 | 16:15 | Alemania       | -        | Estados Unidos | 3-2       |
| 15.05 | 20:15 | Eslovaquia     | -        | Finlandia      | 0-5       |
| 16.05 | 16:15 | Canadá         | -        | Francia        | 4-0       |
| 16.05 | 20:15 | Alemania       | -        | Hungría        | 4-2       |
| 17.05 | 12:15 | Estados Unidos | -        | Eslovaquia     | 2-3 TE    |
| 17.05 | 16:15 | Bielorrusia    | -        | Francia        | 3-0       |
| 17.05 | 20:15 | Canadá         | -        | Finlandia      | 0-4       |

- (¹) – Todos en San Petersburgo.

## Fase final
|  | Cuartos de final | Cuartos de final |                |                | Semifinales  | Semifinales  |  |  | Final | Final |
|  |                  |                  |                |                |              |              |  |  |       |       |
|  |                  |                  |                |                |              |              |  |  |       |       |
|  |                  |                  |                |                |              |              |  |  |       |       |
|  | República Checa  | 1                |                |                |              |              |  |  |       |       |
|  | República Checa  | 1                |                |                |              |              |  |  |       |       |
|  | Estados Unidos   | 2                |                |                |              |              |  |  |       |       |
|  | Estados Unidos   | 2                | Estados Unidos | 3              |              |              |  |  |       |       |
|  |                  |                  | Estados Unidos | 3              |              |              |  |  |       |       |
|  |                  | Canadá           | 4              |                |              |              |  |  |       |       |
|  | Canadá           | Canadá           | 4              | 6              |              |              |  |  |       |       |
|  | Canadá           |                  |                | 6              |              |              |  |  |       |       |
|  | Suecia           | 0                |                |                |              |              |  |  |       |       |
|  | Suecia           | 0                | Finlandia      | 0              |              |              |  |  |       |       |
|  |                  |                  | Finlandia      | 0              |              |              |  |  |       |       |
|  |                  | Canadá           | 2              |                |              |              |  |  |       |       |
|  | Finlandia        | Canadá           | 2              | 5              |              |              |  |  |       |       |
|  | Finlandia        |                  |                | 5              |              |              |  |  |       |       |
|  | Dinamarca        | 1                |                |                |              |              |  |  |       |       |
|  | Dinamarca        | 1                | Finlandia      | 3              | Tercer lugar | Tercer lugar |  |  |       |       |
|  |                  |                  | Finlandia      | 3              |              |              |  |  |       |       |
|  |                  | Rusia            | 1              |                |              |              |  |  |       |       |
|  | Rusia            | Rusia            | 1              | 4              | Rusia        | 7            |  |  |       |       |
|  | Rusia            |                  |                | 4              | Rusia        | 7            |  |  |       |       |
|  | Alemania         | 1                |                | Estados Unidos | 2            |              |  |  |       |       |
|  | Alemania         | 1                |                |                | 2            |              |  |  |       |       |
|  |                  |                  |                |                |              |              |  |  |       |       |
|  |                  |                  |                |                |              |              |  |  |       |       |

### Cuartos de final
| Fecha | Hora  | Partido¹        | Partido¹ | Partido¹       | Resultado |
| ----- | ----- | --------------- | -------- | -------------- | --------- |
| 19.05 | 16:15 | República Checa | -        | Estados Unidos | 1-2 TL    |
| 19.05 | 16:15 | Finlandia       | -        | Dinamarca      | 5-1       |
| 19.05 | 20:15 | Rusia           | -        | Alemania       | 4-1       |
| 19.05 | 20:15 | Canadá          | -        | Suecia         | 6-0       |

- (¹) – El primero y el tercero en Moscú, los otros dos en San Petersburgo.

### Semifinales
| Fecha | Hora  | Partido¹  | Partido¹ | Partido¹       | Resultado |
| ----- | ----- | --------- | -------- | -------------- | --------- |
| 21.05 | 16:15 | Finlandia | -        | Rusia          | 3-1       |
| 21.05 | 20:15 | Canadá    | -        | Estados Unidos | 4-3       |

- (¹) – Ambos en Moscú.

### Tercer puesto
| Fecha | Hora  | Partido¹ | Partido¹ | Partido¹       | Resultado |
| ----- | ----- | -------- | -------- | -------------- | --------- |
| 22.05 | 16:15 | Rusia    | -        | Estados Unidos | 7-2       |

- (¹) – En Moscú.

### Final
| Fecha | Hora  | Partido¹  | Partido¹ | Partido¹ | Resultado |
| ----- | ----- | --------- | -------- | -------- | --------- |
| 22.05 | 20:45 | Finlandia | -        | Canadá   | 0-2       |

- (¹) – En Moscú.

## Medallero
| Canadá | Finlandia | Rusia |
| Derick Brassard Cody Ceci Max Domi Matthew Duchene Mathew Dumba Ryan Ellis Brendan Gallagher Taylor Hall Ben Hutton Boone Jenner Bradley Marchand Michael Matheson Connor McDavid Ryan Murray Ryan O'Reilly Corey Perry Calvin Pickard Sam Reinhart Morgan Rielly Mark Scheifele Mark Stone Cameron Talbot Christopher Tanev | Sebastian Aho Niklas Bäckström Aleksander Barkov Mikael Granlund Juuso Hietanen Topi Jaakola Jussi Jokinen Tommi Kivistö Mikko Koivu Leo Komarov Mikko Koskinen Jarno Koskiranta Lasse Kukkonen Patrik Laine Jani Lajunen Esa Lindell Atte Ohtamaa Antti Pihlström Ville Pokka Teemu Pulkkinen Mika Pyörälä Mikko Rantanen Tomi Sallinen Anssi Salmela Juuse Saros | Viktor Antipin Anton Belov Serguei Bobrovski Alexandr Burmistrov Maxim Chudinov Yevgueni Dadonov Pavel Datsiuk Serguei Kalinin Yevgueni Kuznetsov Roman Liubimov Alexei Marchenko Serguei Moziakin Dmitri Orlov Alexandr Ovechkin Artemi Panarin Serguei Plotnikov Stepan Sannikov Igor Shestiorkin Vadim Shipachov Serguei Shirokov Ilia Sorokin Ivan Teleguin Vyacheslav Voynov Alexei Yemelin Nikita Zaitsev |
| William Peters (seleccionador) | Kari Jalonen (seleccionador) | Oleg Znarok (seleccionador) |

## Estadísticas

### Clasificación general
| 1. Canadá          |
| 2. Finlandia       |
| 3. Rusia           |
| 4. Estados Unidos  |
| 5. República Checa |
| 6. Suecia          |
| 7. Alemania        |
| 8. Dinamarca       |
| 9. Eslovaquia      |
| 10. Noruega        |
| 11. Suiza          |
| 12. Bielorrusia    |
| 13. Letonia        |
| 14. Francia        |
| 15. Hungría        |
| 16. Kazajistán     |

### Máximos goleadores
| N.º | Nombre           | Selección      | Goles | Tiros | %       | Partidos jugados |
| --- | ---------------- | -------------- | ----- | ----- | ------- | ---------------- |
| 1   | Gustav Nyquist   | Suecia         | 7     | 19    | 36,84 % | 8                |
| 2   | Patrik Laine     | Finlandia      | 7     | 36    | 19,44 % | 10               |
| 3   | Serguei Moziakin | Rusia          | 6     | 22    | 27,27 % | 9                |
| 4   | Yevgueni Dadonov | Rusia          | 6     | 23    | 26,09 % | 10               |
| 4   | Taylor Hall      | Canadá         | 6     | 30    | 20,00 % | 10               |
| 4   | Auston Matthews  | Estados Unidos | 6     | 28    | 21,43 % | 10               |
| 4   | Artemi Panarin   | Rusia          | 6     | 24    | 25,00 % | 10               |
| 4   | Vadim Shipachov  | Rusia          | 6     | 30    | 20,00 % | 10               |
| 9   | Andrei Stas      | Bielorrusia    | 5     | 14    | 35,71 % | 7                |
| 10  | Nicklas Jensen   | Dinamarca      | 5     | 30    | 16,67 % | 8                |

Fuente:  Archivado el 3 de junio de 2016 en Wayback Machine.

### Mejores porteros
| N.º | Nombre            | Equipo          | Paradas | Tiros | %       | Partidos jugados |
| --- | ----------------- | --------------- | ------- | ----- | ------- | ---------------- |
| 1   | Dominik Furch     | República Checa | 96      | 100   | 96,00 % | 8                |
| 2   | Mikko Koskinen    | Finlandia       | 160     | 169   | 94,67 % | 9                |
| 3   | Cameron Talbot    | Canadá          | 157     | 167   | 94,01 % | 10               |
| 4   | Sebastian Dahm    | Dinamarca       | 232     | 248   | 93,55 % | 8                |
| 5   | Serguei Bobrovski | Rusia           | 203     | 218   | 93,12 % | 9                |

Fuente:  Archivado el 3 de junio de 2016 en Wayback Machine.

### Equipo ideal
- Mejor jugador del campeonato —MVP—: Patrik Laine[1] ( Finlandia).

| Posición | Nombre           | País      |
| -------- | ---------------- | --------- |
| Portero  | Mikko Koskinen   | Finlandia |
| Defensor | Nikita Zaitsev   | Rusia     |
| Defensor | Michael Matheson | Canadá    |
| Atacante | Patrik Laine     | Finlandia |
| Atacante | Vadim Shipachov  | Rusia     |
| Atacante | Mikael Granlund  | Finlandia |

Fuente: 